# August Köstlin

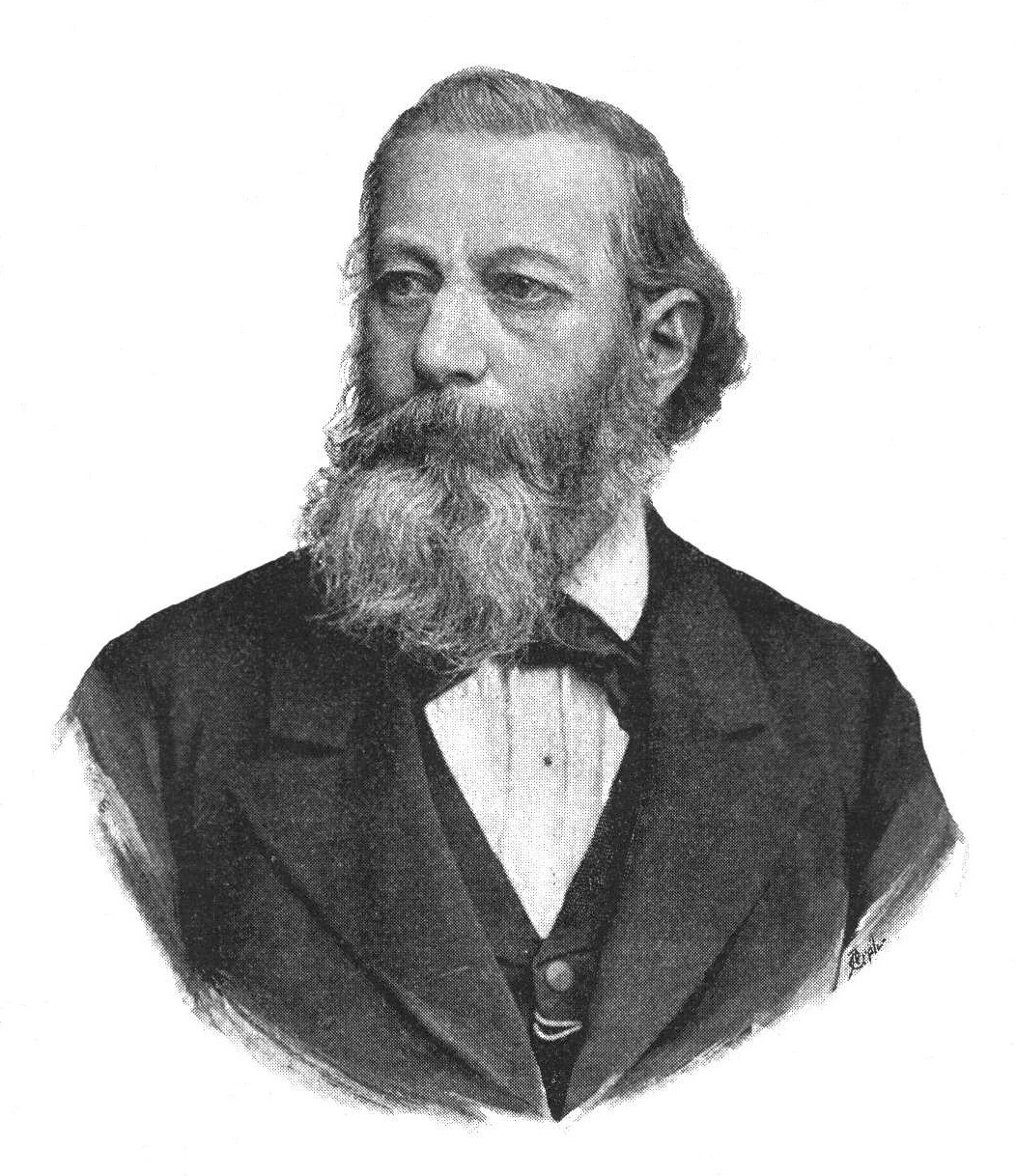
August Köstlin (Stahlstich)

August Köstlin (vollständiger Name: August Friedrich Nathanael Köstlin; * 30. Dezember 1825 in Stuttgart; † 30. November 1894 in Wien) war ein deutsch-österreichischer Brückenbauingenieur, Direktor der Forst-, Industrie- und Montanbaugesellschaft sowie Redakteur der Wiener Allgemeinen Bauzeitung.

## Leben und Wirken
Dem Sohn des württembergischen Staatsrates August Friedrich von Köstlin und der Wilhelmine Mayer (1798–1867) war das Interesse für die Eisenbahn schon früh vermittelt worden, wirkte doch der Vater am Aufbau des württembergischen Eisenbahnwesens maßgeblich mit. So studierte August Köstlin nach seiner Gymnasialzeit Ingenieurwissenschaften an der Technischen Hochschule Stuttgart und an der Technischen Hochschule München. Daneben besuchte er die Kunstschule, was seinen Bauwerken eine besondere Prägung verleihen sollte.
Nach erfolgreicher Staatsprüfung wurde Köstlin im April 1847 in die Dienste der Königlich Württembergischen Staats-Eisenbahnen übernommen, doch schon im Jahre 1850 folgte er einem Angebot der Generalbaudirektion der österreichischen Bundesbahnen unter Carl Ritter von Ghega. Nachdem diese aber im Jahr 1852 aufgelöst worden war, arbeitete er mit Karl Etzel, dem Bauleiter der Schweizerischen Zentralbahn, zusammen, bevor er schließlich 1855 zum Konstrukteur und Leiter des Brückenbaubüros der Österreichisch-Ungarischen Staats-Eisenbahn-Gesellschaft berufen wurde. Jetzt begann seine erfolgreichste Zeit: Köstlin war maßgeblich an den Entwürfen und der Ausführung sämtlicher von dieser Gesellschaft geplanten Brückenbauten beteiligt, oftmals mit seinem Freund Anton Battig. Dabei entsprach es Köstlins künstlerischer Neigung, diese Bauwerke ästhetisch besonders ansprechend zu gestalten. Dies zeigt die ehemalige Tegetthoffbrücke über den Wienfluss, die Sophienbrücke (heutige Rotundenbrücke), die Stroheckbrücke (heutige Friedensbrücke) und die Staatseisenbahnbrücke (heutige Ostbahnbrücke), die letzteren jeweils über den Donaukanal in Wien. Er versuchte aber auf der wirtschaftlichen Seite durch die Einführung von Trapezträger-Konstruktionen im Brückenbau Materialkosten einzusparen. Für diese Konstruktion wurde Köstlin auf der Weltausstellung London 1862 internationale Anerkennung zu Teil.
Im Jahre 1872 gab Köstlin seine Stellung auf und baute als Generaldirektor der auf seinen Namen konzessionierten niederösterreichischen Südwestbahn die Strecken der Leobersdorfer Bahn von Leobersdorf nach St. Pölten, die Gutensteinerbahn von Leobersdorf nach Gutenstein sowie die Erlauftalbahn von Pöchlarn nach Kienberg. Neben dieser Tätigkeit war er als Direktor der Forst-, Industrie- und Montanbaugesellschaft tätig sowie seit 1870 bis zu seinem am 30. November 1894 erfolgten Tode als Redakteur bei der von Ludwig Förster gegründeten Allgemeinen Bauzeitung in Wien.
August Köstlin war seit 1853 mit Therese Schurz (1830–1872) verheiratet, einer Nichte des Dichters Nikolaus Lenau. Der einzige Sohn Theodor Köstlin wirkte unter dem Künstlernamen Theodor Brandt als Schauspieler, Regisseur und Theaterdirektor in Wiesbaden, Weimar, Wien und Stuttgart und war einer der ersten Rundfunksprecher.

## Bauwerke (Auswahl)

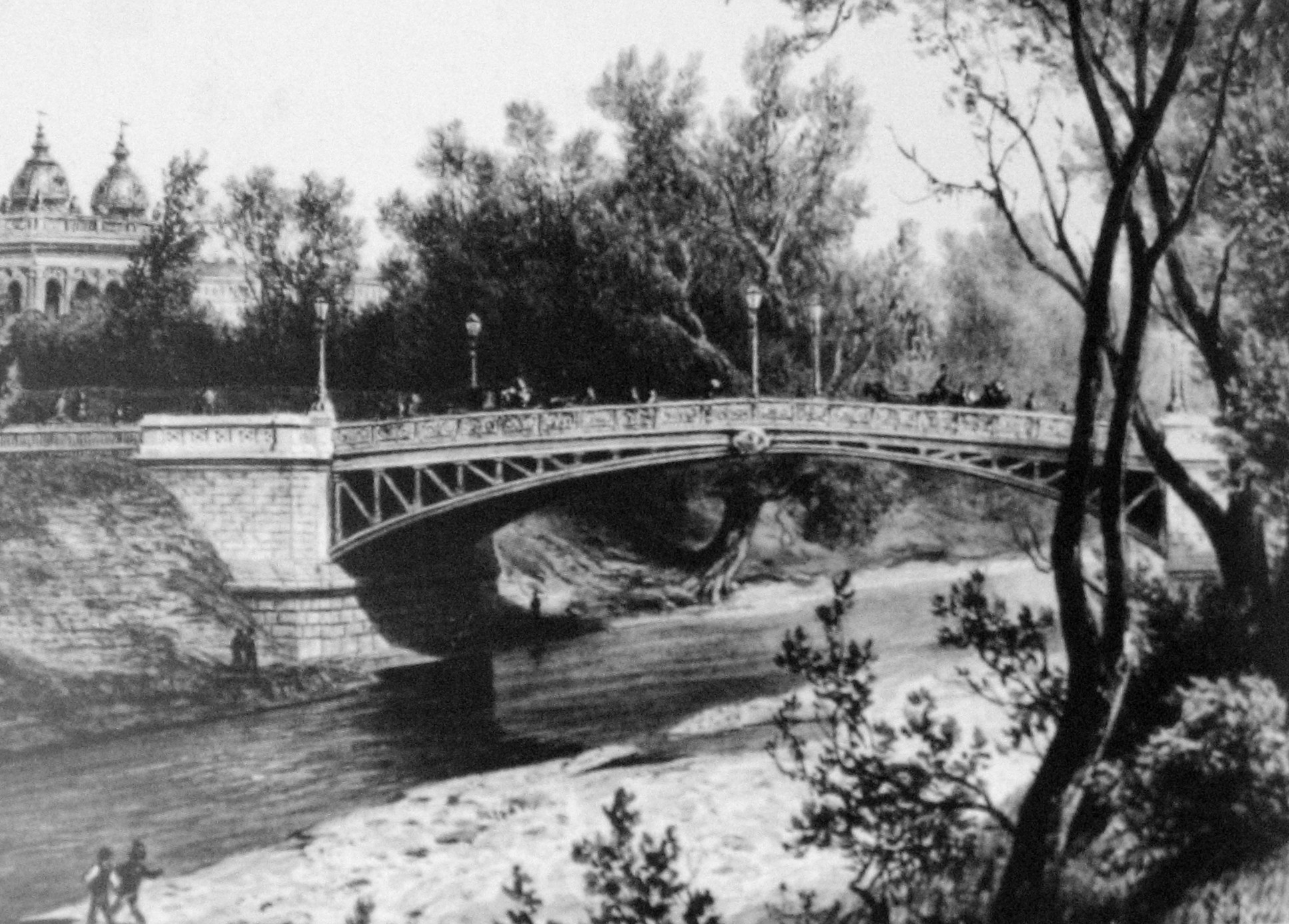
Tegetthoffbrücke
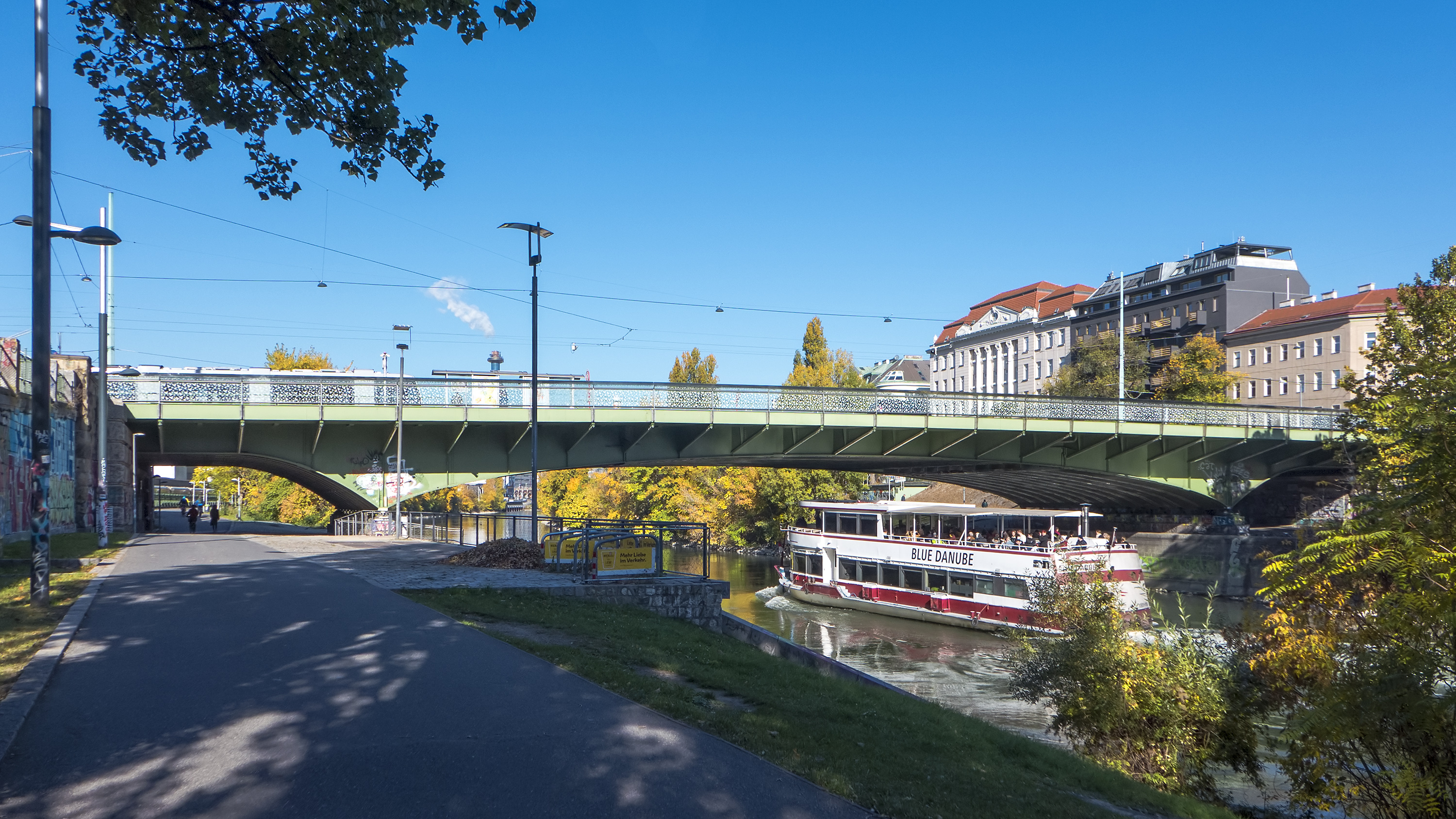
Friedensbrücke
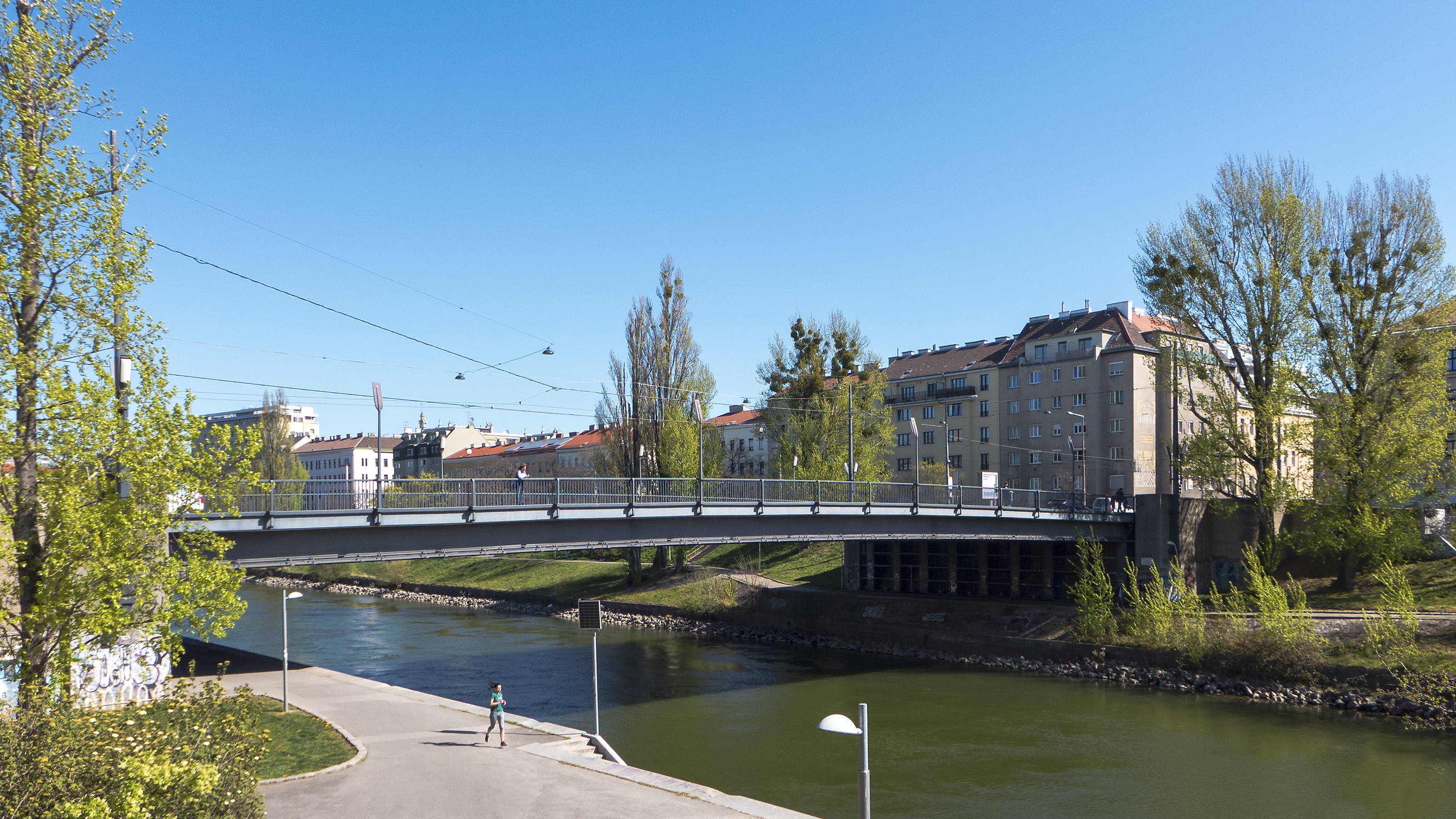
Rotundenbrücke
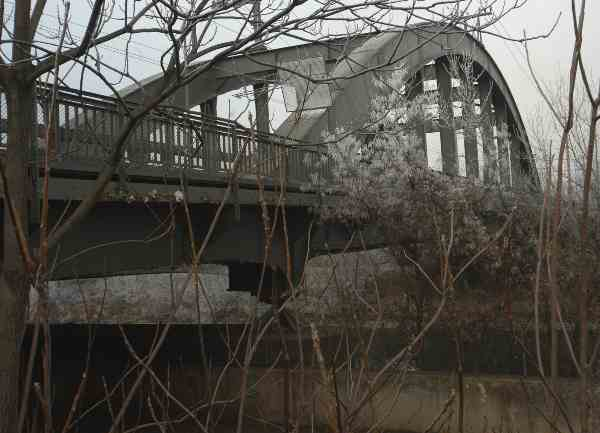
Ostbahnbrücke